# Pemón (volk)
Pemón is een inheems volk, dat woonachtig is in de Gran Sabana-savanne van de Venezolaanse deelstaat Bolívar. Ze wonen ook in het grensgebied met Guyana waar ze Arecuna worden genoemd, en in het grensgebied met de Braziliaanse deelstaat Roraima waar ze Taurepang worden genoemd. Ze spreken Pemón, een Caribische taal. Er zijn ongeveer 30.148 Pemón in Venezuela (2011), 792 in Brazilië (2014), en ongeveer 500 in Guyana.

## Groepen en namen
Pemón betekent in hun eigen taal "mensen" of "ons". De Pemón bestaat uit zes subgroepen die zichzelf identificeren als Pemón: Arecuna, Ingarikó, Kamarakoto, Macushi, Mapoyo, en Taurepang. De Ingarikó en Macushi worden door Brazilië en Guyana beschouwd als aparte volken. De term Taurepang is problematisch, omdat het volgens Cesáreo de Armellada "verkeerd spreken" betekent, en een pejoratieve lading heeft.

## Geschiedenis
Er is weinig bekend over de Pemón voor 1750. Rond 1790 werden de Pemón in Brazilië bijelkaar gedreven hetgeen leidde tot een opstand tegen de Portugezen. Op het einde van de 19e eeuw waren Engelse missionarissen actief onder de Pemón. In Brazilië werd het gebied rond de Rio Branco gekoloniseerd door ranchers wat leidde tot een verdrijving van de Pemón naar de buurlanden. In 1931 werd het Venezolaanse gebied bezocht door katholieke missionarissen, en in 1936 vond een goldrush plaats in Gran Sabana. Het gebied werd in de jaren 1960 ontsloten door wegen en vliegvelden.
In 1999 werd de Kueka, een rode steen van 35 ton die door de Pemón als heilig werd beschouwd, verplaatst naar Großer Tiergarten in Berlijn. In 2020 is de steen weer teruggegeven.
In 2018 begon het Pemon conflict, een gewapend conflict tussen de regering Maduro, Pemónrebellen, en georganiseerde misdaadgroepen. Het conflict gaat over de goud- en diamantmijnen in het gebied, en specifiek over de Orinoco Mining Arc. Het conflict heeft geresulteerd in mensenrechtenschendingen, een onbekend aantal doden, en een vluchtelingenstroom naar Brazilië.

## Foto's

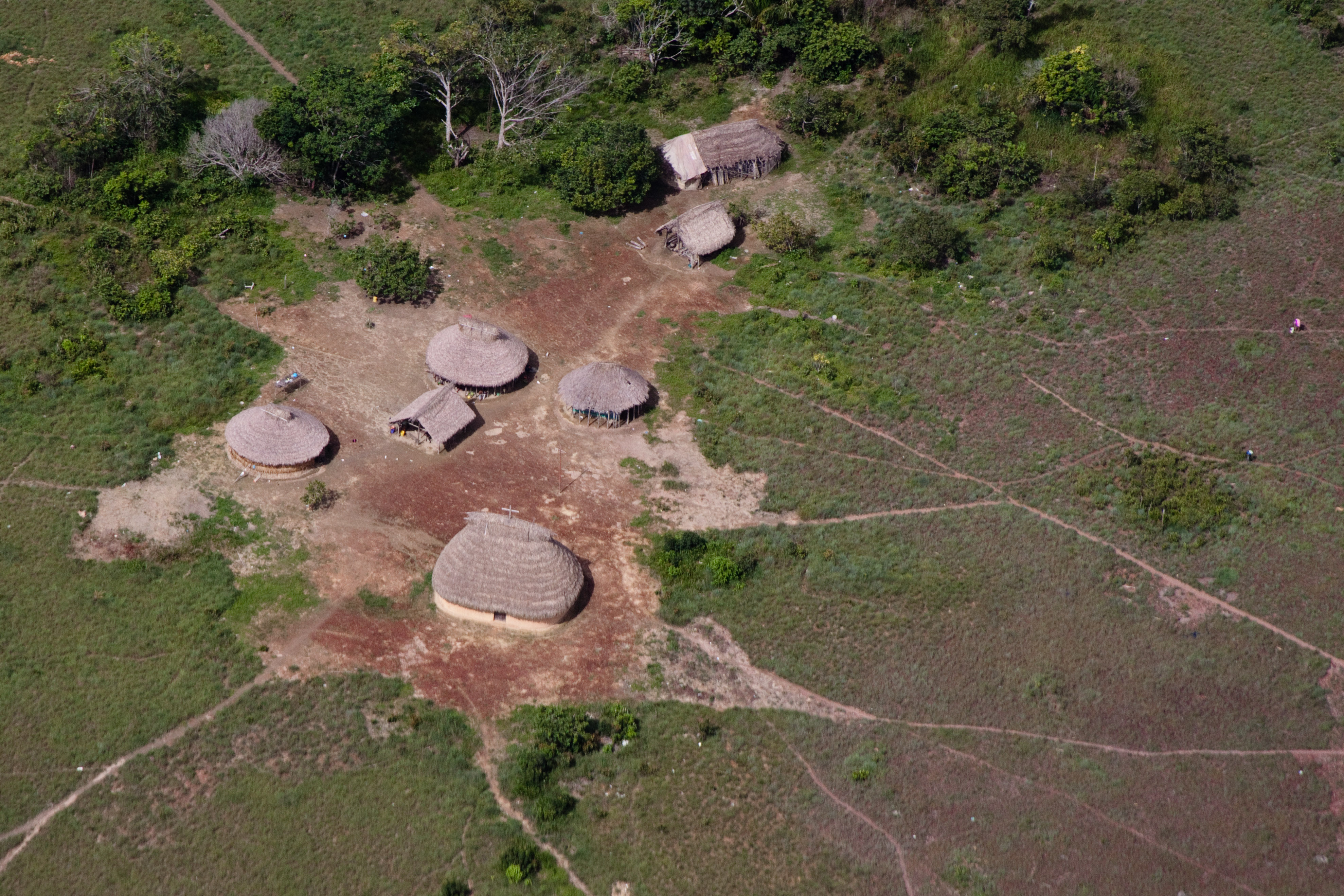
Pemóndorp
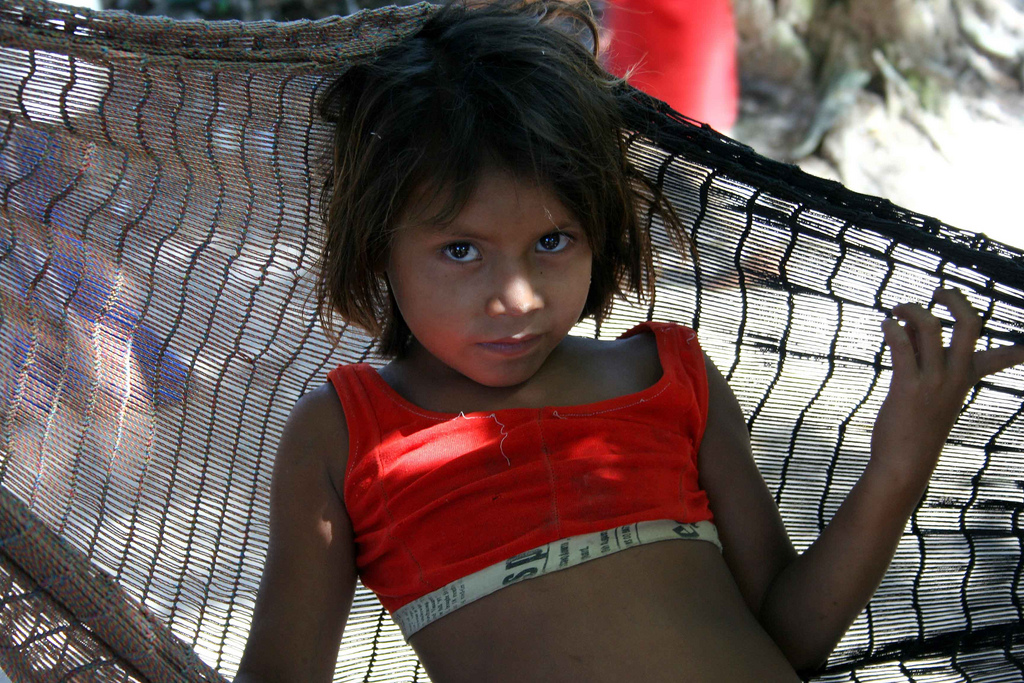
Pemónmeisje
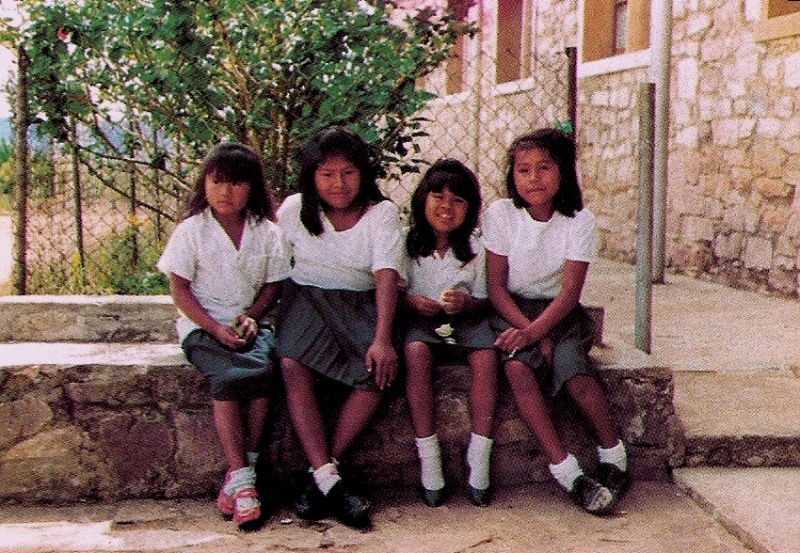
Schoolkinderen in uniform (1995)
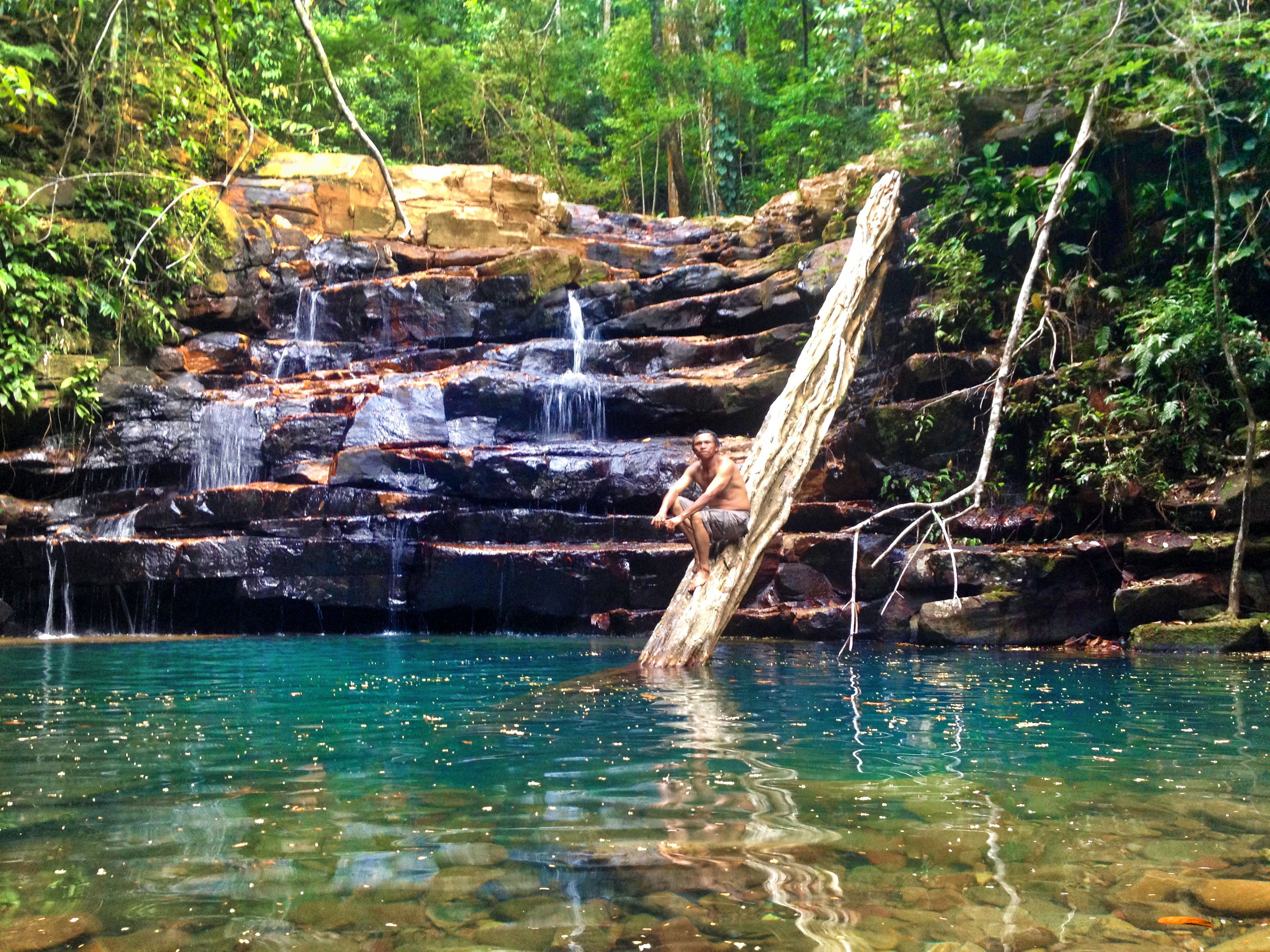
Waterval in Gran Sabana

- Biblioteca Nacional de España: XX5155143
- Bibliothèque nationale de France: cb12348755x (data)
- Gemeinsame Normdatei: 7863245-6
- Library of Congress Control Number: sh89006154
- Nationale Bibliotheek van Israël: 987007536836805171
- Système universitaire de documentation: 032462034

Akawaio · Arecuna · Arowakken (Lokono) · Karaïben (Kari’na) · Macushi · Patamona · Waiwai · Wapishana · Warau

Mawayana · Taruma · Trio